# Ейреніс вірменський
Ейреніс вірменський (Eirenis punctatolineatus) — вид змій родини полозових (Colubridae). Поширений у Західній і Південній Азії. Мешканець аридних передгірських та гірських ландшафтів. Описано 2 підвиди.
Інша назва «поцяткований карликовий бігунець».

## Опис
Невелика змія із струнким і тонким тілом. Довжина тіла (L. — довжина тіла від кінчика морди до клоаки) не перевищує 49 см. Хвіст (L.cd.) відносно довгий: співвідношення  L./L.cd. складає 2,8—3,2. Голова слабо відмежована від шиї. Кінчик морди тупо закруглений. Верхньощелепна кістка несе ряд із 14—22 майже однакових, слабо загнутих назад, зубів. На піднебінних кістках розташовано 10—12 зубів, на крилоподібних — до 22 зубів. Зуби поступово зменшуються вглиб пащі.  

### Лускатий покрив
Тіло вкрите відносно гладенькою лускою, з однією апікальною порою. Навколо середини тулуба (Sq.) розташовано 17 рядів луски. Черевних щитків (Ventr.) у самців 157—163, у самок — 164—175. Підхвостових щитків (Scd.) у самців 69—77 пар, у самок — 63—68 пар. Анальний щиток роздільний.
Голова зверху вкрита великими симетричними щитками. Бічні лінії лобного щитка помітно сходяться позаду. Середньої величини виличний щиток лежить на другому і може торкатися третього. Є один, розділений, передочний і 2 заочноямкових щитка. Верхньогубних  7, з них третій і четвертий торкаються ока. Нижньогубних щитків звичайно 8. Задні нижньощелепні щитки добре виражені, за розміром майже не поступаються переднім; спереду вони торкаються один одного, іноді розділені однією лусочкою. 

### Забарвлення
Забарвлення верхньої сторони тіла оливково-сіре, світло-буре, рожево-руде, мідно-червоне або рідше — темно-коричневе, майже чорне. Кожна лусочка, особливо на хвості і з боків тулуба з світлішою серединою. У передній половині тулуба є 8—10 поздовжніх рядків дрібних темно-сірих або чорних плям й цяточок, які у задній його частині зливаються в прямі поздовжні лінії, що тягнуться на хвості і проходять по краям між сусідніми рядками лусок. У молодих особин більші з цих плями облямовані на шиї світлими облямівками. Зустрічаються особини, малюнок яких ледь виражений або навіть зовсім відсутній. На верхній поверхні голови молодих особин симетрично розташовані чіткі, витягнуті уздовж, чорно-бурі плями. Потилична смуга (нашийник) відсутня. Черево сірувато-біле, рожеве або світло-помаранчеве. 

## Поширення
Поширений на півдні Вірменії, Південно-Західному і Південно-Східному Азербайджані, Східній Туреччини, Західному Ірані, Східному Іраку. 

## Особливості біології
Населяє пологі, сильно кам'янисті схили, ділянки напівпустелі з рідкою трав'янистою й чагарниковою рослинністю. У передгір'ях зустрічається серед колючих астрагалів на сухих схилах скелетних гір, рідше — в захаращених піском, галькою і дрібними каменями сухих гирлах річок. Зустрічається на висоті до 1800 м над рівнем моря. Як сховища використовує нагромадження каміння, тріщини в скелях і нори дрібних риючих тварин.
Чисельність популяції відносно висока. За трьохгодинну екскурсію, прокладену в типових біотопах, у Вірменії в квітні можна зустріти до 17 змій.
Після зимівлі з'являється наприкінці березня — на початку квітня. У перші дні не проявляє помітної активності і подовгу вигрівається на теплому камінні. У разі небезпеки зісковзує під камінь, де і згортається, не заповзаючи далі. У сухі й спекотні літні місяці з червня по вересень на поверхні ґрунту майже не зустрічається, зрідка трапляючись під камінням після рясних дощів. При небезпеці веде себе дуже агресивно, не залишаючи спроб кусатися навіть після тривалого перебування в руках людини. Відхід на зимівлю відбувається в другій половині жовтня.
Належить до яйцекладних змій. Самиця наприкінці липня відкладає 3—8 яєць, розміром 8—10 × 26—27 мм. Молоді ейреніси довжиною тіла (L.) до 115 мм з'являються у вересні. 
Харчується в основному комахами, переважно прямокрилими, жуками, тарганами, гусінню, метеликами, а також іншими безхребетними, зокрема  багатоніжками,  павуками, скорпіонами, молюсками,

## Охорона
Стан більшості природних популяцій виду в межах ареалу залишається більш-менш стабільним. Саме тому він, згідно Червоного списку МСОП, отримав охоронний статус «відносно благополучний вид».

## Систематика
Описано 2 підвиди: 
- "Eirenis punctatolineatus punctalineatus" (номінативний підвид; займає основну частину ареалу);
- "Eirenis punctatolineatus kumerloevei" (мешкає на острові озера Ван у Східній Туреччині).